# Sistema de Claude
El Sistema de Claude es un proceso industrial de obtención de oxígeno, nitrógeno y argón. Este sistema fue inventado por Georges Claude en el año 1902.
En este sistema  el aire es licuado, en el que se permite que el gas se expanda adiabáticamente dos veces en dos cámaras, de manera que la licuefacción se produce rápidamente. Esta licuefacción se realiza por el efecto Joule-Thomson.
- Datos: Q16632227